# Porites ornata
Porites ornata là một loài san hô trong họ Poritidae. Loài này được Nemenzo mô tả khoa học năm 1971.